# 米哈伊·科瓦柳
米哈伊·科瓦柳（羅馬尼亞語：Mihai Covliu，1977年11月5日—），生于布拉索夫，罗马尼亚击剑运动员。他曾参加1996年、2000年、2004年和2008年四届奥运，其中在2000年悉尼奥运获得一枚金牌，在2008年北京奥运获得一枚铜牌。